# Bir Mourad Raïs
Bir Mourad Raïs (em árabe: بير مراد رايس) (anteriormente Birmandreis), é uma comuna localizada na província de Argel, no norte da Argélia. Sua população era de 45 345 habitantes, em 2008.